# Hans van Abeelen
Hans van Abeelen, född 20 november 1936, död 21 augusti 1998, var den första nederländska beteendegenetikern. Han erhöll sin M.Sc från Universitetet i Groningen och sin Ph.D. från Universitetet i Nijmegen 1965 och han stannade där för resten av sitt yrkesverksamma liv. Han var en av grundarna av Behavior Genetics Association och tjänstgjorde på redaktionen för dess fackvetenskapliga tidskrift, Behavior Genetics, från starten 1971 till 1992. Van Abeelen blev förtidspensionär 1991, men blev ändå en av de grundande medlemmarna av International Behavioural and Neural Genetics Society. Han publicerade under loppet av sin karriär 64 artiklar och bokkapitel och redigerade en bok, Behavioural Genetics, som var en tidig översikt av europeisk beteendegenetik.

## Skrifter (i urval)
- van Abeelen, J. H. F. (1989). ”Genetic control of hippocampal cholinergic and dynorphinergic mechanisms regulating novelty-induced exploratory behavior in house mice”. Experientia 45 (9):  sid. 839–45. doi:10.1007/BF01954058. PMID 2570714.
- van Abeelen, J. H. F. (1964). ”Mouse mutants studied by means of ethological methods”. Genetica 34:  sid. 79. doi:10.1007/BF01664181.
- van Abeelen, J. H. F. (1966). ”Effects of genotype on mouse behaviour”. Animal Behaviour 14 (2):  sid. 218–25. doi:10.1016/S0003-3472(66)80075-1. PMID 6006025.